# Falkenberg (Garrel)
Falkenberg ist ein Ortsteil der Gemeinde Garrel im Landkreis Cloppenburg in Niedersachsen.

## Geographie

### Lage
Falkenberg liegt ca. 4 Kilometer südsüdwestlich des Gemeindedorfes Garrel und ca. 9 Kilometer nordwestlich der Stadt Cloppenburg. In kurzer Entfernung in westlicher Richtung des Dorfes liegt das Naturschutzgebiet Thülsfelder Talsperre.

### Nachbarorte
Nachbarorte im Landkreis Cloppenburg sind:
- Garrel
- Varrelbusch
- Petersfeld

## Geschichte

### Anfänge
Bereits vor dem Ersten Weltkrieg begannen die Vorbereitungen für die Vergabe von Siedlerstellen in der „Siedlung Varrelbusch“. 1913 gab es bereits erste Interessenten für die Kolonate des heutigen Dorfes Falkenberg. 1919 zog der erste Siedler zu.

### Bevölkerungsentwicklung
Im Jahr 2010 hatte der Ort 593 Einwohner gezählt und 2019 waren es 647 Einwohner. Der Zuwachs  ist hauptsächlich im demografischen Wandel begründet. Auch die schwankenden Geburtszahlen und Zuzug bzw. Wegzug haben einen Einfluss auf die Bevölkerung des Dorfes.